# Рональд Фішер
Сер Рональд Ейлмер Фішер (англ. Sir Ronald Aylmer Fisher; 17 лютого 1890, Іст-Фінчлі, Лондон, Велика Британія —29 липня 1962, Аделаїда, Австралія) — англійський статистик, теоретик-еволюціоніст, генетик та євгеник. Першим в науці ввів поняття демографічного потенціалу населення.
Фішер заснував кількісну генетику, і разом з Дж. Б. С. Голдейном та Сьюеллом Райтом його вважають одним із трьох основних засновників генетики популяцій. Він розробив принцип Фішера, фішерову неконтрольованість, гіпотезу привабливого сина теорії статевого добору, батьківського внеску, а також був піонером в аналізі зчеплення та картуванні генів. З іншого боку, незліченним є внесок Фішера як засновника сучасної статистики, зокрема, він створив сучасний метод максимальної правдоподібності та вивів властивості оцінок максимальною правдоподібністю, фідуційне висновування, виведення різних вибіркових розподілів, заснував принципи планування експериментів та багато іншого. Саму лише знамениту працю Фішера 1921 року описували як «можливо, найвпливовішу статтю» з математичної статистики ХХ століття і прирівнювали до «Дарвіна в еволюційній біології, Гаусса в теорії чисел, Колмогорова в теорії ймовірностей та Адама Сміта в економіці» та приписували їй цілковиту революцію у статистиці. Через свій вплив і численні фундаментальні внески його описували як «найоригінальнішого еволюційного біолога ХХ століття» та як «найвидатнішого статистика усіх часів». Його робота, за свідченням, також дала початок Проєкту геному людини. Фішер також зробив внесок у розуміння людських груп крові.
Фішер також дістав похвалу як піонер Інформаційної ери. Його робота над математичною теорією інформації проходила паралельно з роботами Клода Шеннона та Норберта Вінера, хоч і ґрунтувалася на статистичній теорії. Концепція, яка виникла з його роботи, — інформація за Фішером. Він також мав ідеї щодо суспільних наук, описані «основа для еволюційних суспільних наук».

## Біографія
Народився в сім'ї Джорджа і Кеті Фішер. Його батько був успішним торговцем предметами витонченого мистецтва. Дитинство його було щасливим, його обожнювали три старші сестри, старший брат і матір, яка померла, коли Рональду було 14. Його батько через 18 місяців збанкрутів, провівши декілька невдалих операцій.
Мав поганий зір, але був не по роках розвиненим учнем і у віці 16 років виграв «Neeld Medal» (конкурс з математики) в школі Харроу (лат. Harrow School). Унаслідок все того ж поганого зору, навчався математиці без використання «паперу і пера», що розвинуло здатність уявляти завдання в термінах геометрії. Уславився умінням отримувати відповідь, опускаючи проміжні етапи. Також виявляв сильну цікавість до біології, особливо, до еволюційного учення.
По закінченні Кембриджського університету неодноразово намагався записатися до лав Британської армії, але кожен раз не міг пройти медкомісію. До 1918 року працював статистиком у Лондонському Сіті. У цей період опублікував кілька статей по біометрії, включаючи революційну статтю «The Correlation Between Relatives on the Supposition of Mendelian Inheritance» («Кореляція між родичами в припущенні менделівської спадковості»).
З 1919 до 1933 працював статистиком на дослідній сільськогосподарській станції в РОТАМСТЕДУ. Потім, по 1943 рік, обіймав посаду професора в Лондонському університеті, а з 1943 року по 1957 завідував кафедрою генетики в Кембриджі.

## Основи планування експерименту за Рональдом Фішером
Запропонував методологію планування експерименту в своїй інноваційній книзі «Планування експериментів» (1935). Для прикладу описав, як перевірити гіпотезу про те, що певна жінка може лише на смак визначити, молоко чи чай було спочатку налито в чашку. Легковажне завдання допомогло проілюструвати найважливіші ідеї планування експерименту:
- Порівняння. У багатьох галузях досліджень важко точно відтворити результати вимірювань. Порівняння між умовами відтворити набагато легше і тому їм, як правило, надають перевагу. Часто порівняння проводять зі стандартними чи традиційними умовами, що виступають як базові.
- Рандомізація. Існує математична теорія, що вивчає наслідки роздроблення підрозділів одиниць за допомогою довільних механізмів, таких як таблиці випадкових чисел, або використання пристроїв рандомізації, таких як гральні карти або кості. При умові, що вибірка адекватна, ризики, пов'язані з випадковим розподілом (наприклад, відсутність репрезентативної вибірки в опитуванні, чи серйозний дисбаланс в ключових характеристиках між групами умов та групами контролю) можна обчислити і, отже, вони можуть бути знижені до прийнятного рівня. Довільний не означає безсистемний, тому необхідно забезпечити використання відповідних випадкових методів.
- Реплікація. У вимірах зміни можуть відбуватися як при повторному вимірюванні, так і між реплікованими предметами або процесами. Багаторазові вимірювання реплікованих елементів необхідні для обчислення розміру похибки.
- Блокування. Блокування це організація експериментальних елементів в групи (блоки), які схожі один на одного. Блокування зменшує відомі, але безвідносні джерела відмінностей між підрозділами і тим самим сприяє більшій точності в оцінці джерела коливань, що досліджується.
- Ортогональність. Ортогональність стосується форм порівняння (контрасту), який може ефективно здійснюватися. Контрасти можуть бути представлені векторами і групи ортогональних контрастів некорельовані і незалежно розподілені, якщо дані відповідають нормі. Через цю незалежність кожна ортогональна умова надає решті іншу інформацію. Якщо є умова Т і Т — 1 ортогональні контрасти, то всю інформацію, яка може бути отримана в результаті проведення експерименту можна отримати з багатьох контрастів.
- Факторіальні експерименти. Використання факторіального експерименту замість факторів по одному. Вони є ефективними при оцінці наслідків і можливої взаємодії декількох факторів (незалежних змінних).

Аналіз планування експерименту був побудований на основі аналізу різниці, колекції моделей, в яких спостерігається різниця розділена на компоненти завдяки різним факторам, які оцінюються та/або тестуються.
Один з використаних Фішером наборів даних став класичним в математичній статистиці і відомий як «Іриси Фішера».